# Этногенез (литературный проект)
«Этногенез» — литературный проект издательств «Популярная литература» и «АСТ», книги которого издавались с 2009 до 2015 года. Кроме печатных книг, выходили их аудиоверсии и компьютерные игры. Книги активно рекламировались в социальных сетях. Первая книга проекта, «Маруся», стала бестселлером по данным интернет-магазина Ozon. Основателем и вдохновителем проекта считается издатель Константин Рыков.
Изначально планировалось 12 серий, каждая из которых включала в себя три книги («Маруся», «Блокада», «Грешники», «Чингисхан», «Революция», «Миллиардер», «Сомнамбула», «Армагеддон», «Дракон», «Пираты», «Хакеры», «Пангея»). Летом 2011 года начато издание «Этногенеза-2», первые серии книг в котором следующие: «Че Гевара», «Рим», «Охотники», «Наполеон», «Тамплиеры», «Тени», «Зеркала», «Тираны», «Цунами», «Франкенштейн», «Западня», «Сыщики», «Эльдорадо».
Над сериалом работало несколько авторов — писателей-фантастов, историков, футурологов и сценаристов, причем каждый авторский коллектив работает автономно. Общую координацию работ осуществляют «хранители идеи» — несколько человек (Константин Рыков, Кирилл Бенедиктов, Елена Кондратьева, Сергей Пименов, Евгений Кульков и др.), которым известна разгадка тайны вселенной «Этногенеза».
Параллельно с публикацией книг выходила платная аудиоверсия сериала (бесплатными остались только «Маруся» и «Хакеры»). В 2013—2015 годах создатели проекта запустили браузерные игры «Война.ру», «Майдан.ру» и «Миллиардер».

## Общая сюжетная концепция проекта
Основная концепция проекта заключается в том, что в мире существует огромное множество магических артефактов («предметов») в виде небольших, но очень прочных фигурок животных из неизвестного науке серебристого металла, дающих сверхспособности их обладателям и тем самым влияющих на ход исторических процессов. Артефакты различаются по силе и даваемым способностям: некоторые позволяют владельцу стать бессмертным, невидимым, дают возможность телепортироваться, понимать все языки мира, управлять животными, быть неуязвимым, не спать, наделяют даром убеждения или препятствуют действию других артефактов. Некоторые артефакты достаточно слабые — скажем, могут разжечь пламя с огонек спички. После того как артефакт попадает к человеку, его глаза становятся разного цвета (левый — синего, правый — зелёного); именно эта особенность позволяет владельцам предметов узнавать друг друга. Артефакты часто отрицательно влияют на здоровье при долгом и непрерывном использовании, некоторые артефакты купируют это свойство.
Серии книг связаны не только магическими артефактами, но и персонажами: например, Маруся Гумилёва, героиня серии книг «Маруся» — дочка главного героя книги «Миллиардер» бизнесмена Андрея Гумилёва; в свою очередь, сам Гумилёв является вымышленным потомком реального исторического лица — Л. Н. Гумилёва, судьба которого во время Великой Отечественной войны описывается в книге «Блокада». В книге «Революция» одним из главных героев является поэт Н. С. Гумилёв, отец Л. Н. Гумилёва. В книге «Сомнамбула», действие в которой происходит в далеком будущем, главный герой также происходит из рода Гумилёвых.

## Произведения проекта

### Книги проекта
| № книги | Книга                                                           | Автор                            | Дата выхода | Время действия                                  | Основные персонажи | Место действия                                                          | Встречающиеся предметы |
| ------- | --------------------------------------------------------------- | -------------------------------- | ----------- | ----------------------------------------------- | --- | ----------------------------------------------------------------------- | --- |
| 1       | Маруся. Кн. 1. Талисман бессмертия                              | П. Волошина, Е. Кульков          | 2009        | 2020                                            | Маруся Гумилёва, Нос, Алиса, Илья, Нестор, Степан Бунин, Андрей Гумилёв, Чен | Москва, Зелёный город, Шанхай, Нюрнберг                                 | Саламандра, Змейка, Спрут, Бабочка, Морской конёк, Скарабей, Ворон, Орёл, Богомол, Летучая мышь                                                  |
| 2       | Блокада. Кн. 1. Охота на монстра                                | К. Бенедиктов                    | 2009        | 1942                                            | Лев Гумилёв, Мария фон Белов, Адольф Гитлер, Иосиф Сталин, Лаврентий Берия, Александр Шибанов, Екатерина Серебрякова, Василий Тёркин, Эрвин Гегель, Жером, Раттенхуббер, Юкио Сато, Георгий Гурджиев | Москва, Берлин, Винница, Париж                                          | Орёл, Змейка, Попугай, Мангуст, Морской конёк |
| 3       | Маруся. Кн. 2. Таёжный квест                                    | С. Волков                        | 2009        | 2020                                            | Маруся Гумилёва, Уф, Исинка, Арк, Илья, Алиса, Степан Бунин, Баба Рая, Чен | Тайга, Бараки Ада, Алые зори                                            | Саламандра, Кролик, Кот |
| 4       | Миллиардер. Кн. 1. Ледовая ловушка                              | Е. Кондратьева                   | 2010        | 2008—2009                                       | Андрей Гумилёв, Ева Гумилёва, Степан Бунин, Маруся Гумилёва, Маргарита Сафина, Илья Свиридов, Кирсан Илюмжинов, Артур Чилингаров                                                                     | Сингапур, Москва, Арктика                                               | Паук, Кролик, Единорог, Орел, Лис |
| 5       | Революция. Кн. 1. Японский городовой                            | Ю. Бурносов                      | 2009        | 1891—1912                                       | Николай Гумилёв, Цуда Сандзо, Владимир Ленин, Николай II, Григорий Распутин, Фатин | Япония, Москва, Новосибирск, Африка, Швейцария                          | Кот, Сверчок, Скорпион, Обезьяна |
| 6       | Чингисхан. Кн. 1. Повелитель страха                             | С. Волков                        | 2010        | XII—XIII века, 1979                             | Артём Новиков, Игнат Нефедов, Виктор Галимов, Чингисхан | Россия, Афганистан, степи Монголии                                      | Волк, Конь |
| 7       | Сомнамбула. Кн. 1. Звезда по имени Солнце                       | Александр Зорич                  | 2010        | 2468                                            | Матвей Гумилёв, Анна Петровская, генерал Белов, Исинка | Марс, Венера, Юпитер                                                    | |
| 8       | Блокада. Кн. 2. Тень Зигфрида                                   | К. Бенедиктов                    | 2010        | 1942                                            | Лев Гумилёв, Катюша Серебрякова, Александр Шибанов, Эрвин Гегель, Жером, Василий Тёркин, Елена Гумилёва                                                                                              | Вестфалия, Подмосковье, база «С-212» (Синица), Ленинград, Украина       | Орёл, Попугай |
| 9       | Миллиардер. Кн. 2. Арктический гамбит                           | К. Бенедиктов                    | 2010        | 2009                                            | Андрей Гумилёв, Маргарита Сафина, Маруся Гумилёва, Артур Чилингаров, Кирсан Илюмжинов, Мария фон Белов, Чен                                                                                          | Арктика, Франция, США, Сингапур                                         | Кролик, Морской конёк, Единорог, Орел, Спрут, Саламандра                                                                                         |
| 10      | Чингисхан. Кн. 2. Чужие земли                                   | С. Волков                        | 2010        | XII—XIII века, 1980, 1994                       | Артём Новиков, Игнат Нефедов, Телли, княгиня Ольга, Виктор Галимов, Андрей Гумилёв, Чингисхан | Афганистан, Сибирь, Казань, Москва,Республика Сербская Краина           | Волк, Конь |
| 11      | Дракон. Кн. 1. Наследники Жёлтого Императора                    | И. Алимов                        | 2010        | 8-е тысячелетие до н. э., III в. до н. э., 2009 | Константин Чижиков (Котя), Вениамин Борисович Бунин, кот Шпунтик, Ника, Император Цинь Ши-хуан, Красные, Жёлтые, Фёдор Сумкин, Дюша Громов                                                           | Санкт-Петербург, Китай                                                  | Дракон, Павлин, Цилинь, Богомол |
| 12      | Армагеддон. Кн. 1. Крушение Америки                             | Ю. Бурносов                      | 2010        | 2012—2014                                       | Ростислав Шибанов, Атика, Мидори Сандзо, профессор Джей-Ти, Андрей Гумилёв, Игнат Нефёдов, Роулинсон                                                                                                 | Калифорния, Невада, Юта; Сколково                                       | Скорпион, Скарабей, Обезьяна, Бабочка |
| 13      | Сомнамбула. Кн. 2. Другая сторона Луны                          | А. Зорич                         | 2010        | 2468—2469                                       | Максим Верховцев (Матвей Гумилёв), Людвиг ван Астен (товарищ Альфа), Соня ван Астен, Анна Петровская                                                                                                 | Уран, Сатурн, Марс, Луна                                                | Лев |
| 14      | Пираты. Кн. 1. Остров демона                                    | И. Пронин                        | 2010        | 1650                                            | Джон Мак-Гинисс, Кристин Ван Дер Вельде, Клод Дюпон, Моника Бенёвска, Роберт Летбридж, Фрэнсис Дрейк                                                                                                 | бриг «Устрица», остров Оук, Тортуга, парусник «Ла-Навидад»              | Дельфин, Лягушка |
| 15      | Армагеддон. Кн. 2. Зона 51                                      | Ю. Бурносов                      | 2010        | 2014                                            | Ростислав Шибанов, Атика, профессор Джей-Ти, Андрей Гумилёв, Мидори Сандзо, Нестор Тарасов, Роулинсон                                                                                                | Солт-Лейк-Сити, Зона 51, Туин-Фолс                                      | Скорпион, Бабочка, Скарабей |
| 16      | Чингисхан. Кн. 3. Солдат неудачи                                | С. Волков                        | 2010        | XIII век, 1994                                  | Артём Новиков, Игнат Нефедов, Андрей Гумилёв, Чингисхан, Маратыч | Чжунду, Казань, Москва, Сербская Краина                                 | Волк, Конь, Кот |
| 17      | Дракон. Кн. 2. Назад в будущее                                  | И. Алимов                        | 2011        | 8-е тысячелетие до н. э., 210 г. до н. э., 2009 | Константин Чижиков (Котя), кот Шпунтик, Ника, Фэй Лун, Лю Бан, Федор Михайлович Сумкин | Поднебесная                                                             | Дракон, Тигр, Феникс, Змеечерепаха, Цилинь, Попугай, Крот                                                                                        |
| 18      | Маруся. Кн. 3. Конец и вновь начало                             | П. Волошина                      | 2010        | 2021                                            | Маруся Гумилёва, Ева Гумилёва, Андрей Гумилёв, Эем, Степан Бунин, Илья, Нос, Чен | Москва, Подземная база Арков, Зелёный Город                             | Змейка, Орёл |
| 19      | Блокада. Кн. 3. Война в зазеркалье                              | К. Бенедиктов                    | 2011        | 1942 г. н. э.                                   | Лев Гумилёв, Катюша Серебрякова, Александр Шибанов, Мария фон Белов, Жером, Василий Тёркин, Раттенхубер                                                                                              | Винница, Северный Кавказ                                                | Орёл, Мангуст, Морской конёк, Улитка, Попугай |
| 20      | Пираты. Кн. 2. Остров Паука                                     | И. Пронин                        | 2011        | 1573, 1580, 1771 гг. н. э.                      | Кристин Ван Дер Вельде, Джон МакГиннис, Клод Дюпон, Моника Бенёвска, Мауриций Бенёвский, Отто фон Белов                                                                                              | Остров Демона, остров Паука, парусник «Ла Навидад»                      | Дельфин, Лягушка, Кобра |
| 21      | Хакеры. Кн. 1. Basic                                            | А. Чубарьян                      | 2011        | 1998—2006                                       | Лекс, Ник, Синка, Джон Сильвер, Асгард, Чен, Мусорщик, Эмир, Коля и Паша. | Санкт-Петербург                                                         | Паук, Леопард, Лис |
| 22      | Сомнамбула. Кн. 3. Бегство сквозь время                         | С. Волков                        | 2011        | 2469                                            | Матвей Гумилев, Исинка, Степан Гумилев, Соня Ван Астен, Анна Петровская, Геннадий Прусаков, Сестра Кобра                                                                                             | Земля, Луна, Марс, Титан, Ио, Уран, Сатурн                              | Лев, Волк, Конь |
| 23      | Че Гевара. Кн. 1. Боливийский дедушка                           | К. Шаинян                        | 2011        | 1952, 1957, 1967, 2010                          | Эрнесто Че Гевара, Юлия Гумилева-Морено, Сергей Тихонов, Макс Морено (Максим Моренков), Таня-Тамара, Ильич Чакруна, Феликс Родригес                                                                  | Южная Америка, Москва                                                   | Броненосец, Обезьяна, Ворон |
| 24      | Пангея. Кн. 1. Земля Гигантов                                   | Д. Колодан                       | 2011        | 18 тыс. лет до н. э., 2014 г. н. э.             | Белка, Вим, Хель | Белая Река, станция «Пангея-14»                                         | Медведь, Морж, Сова, Кот |
| 25      | Армагеддон. Кн. 3. Подземелья Смерти                            | Ю. Бурносов                      | 2011        | 2014                                            | Андрей Гумилев, Ростислав Шибанов, Джей Ти, Атика, Мидори, Нестор Тарасов | Зона 51, подземная железная дорога «Неллис — Юта», Солт-Лейк-Сити       | Скорпион, Сверчок, Скарабей, Бабочка |
| 26      | Пираты. Кн. 3. Остров Моаи                                      | И. Пронин                        | 2011        | 1771 г. н. э.                                   | Клод Дюпон, Кристин Ван Дер Вельде, Басим Смертоносный, Джон МакГиннис, Моника Беневска, Джеймс Кук, Ева Гумилева                                                                                    | Остров Моаи, парусник «Ла Навидад»                                      | Дельфин, Богомол, Леопард, Бабочка, Попугай, Саламандра, Ворон, Морж, Спрут, Морской конек, Лягушка, Кобра                                       |
| 27      | Рим. Кн. 1. Последний Легат                                     | Ш. Врочек                        | 2011        | 9 г. н. э.                                      | Гай Деметрий Целест, Арминий, Публий Квинтилий Вар, Тит Волтумий, Тиуторг, Тарквиний | Римская Империя, Провинция Германия                                     | Воробей, Бык |
| 28      | Дракон. Кн. 3. Иногда они возвращаются                          | И. Алимов                        | 2011        | 8-е тысячелетие до н. э., III в. до н. э. 2009  | Константин Чижиков (Котя), кот Шпунтик, Лю Бан, Федор Михайлович Сумкин, Дюша Громов, Алексей Борн                                                                                                   | Пекин                                                                   | Дракон, Зеркало, Цилинь, Феникс, Павлин |
| 29      | Пангея. Кн. 2. Подземелья Карликов                              | Д. Колодан                       | 2011        | 18 тыс. лет до н. э.                            | Белка, Хель, Вим, Зигмунд Рашер, Илаим, Рашти, Аска | Пангея-8                                                                | Медведь, Морж, Стрекоза, Кит, Жираф |
| 30      | Охотники. Кн. 1. Погоня за жужелицей                            | Л. Бортникова                    | 2011        | 1919                                            | Артур Уинсли, Красавчик | Стамбул, Крым, Москва                                                   | Жужелица, Божья коровка, Бабочка, Гусеница, Скорпион, Ёж                                                                                         |
| 31      | Миллиардер. Кн. 3. Конец игры                                   | К. Бенедиктов                    | 2011        | 2011, 2009                                      | Андрей Гумилев, Маруся Гумилева, Маргарита Сафина, Чен, Мария фон Белов, Лотар Ейзентрегер, Катарина фон Белов, Син (Синка)                                                                          | Россия, Ultima Thule                                                    | Орёл, Гусеница, Бабочка, Змея |
| 32      | Хакеры. Кн. 2. Паутина                                          | А. Чубарьян                      | 2011        | 2007                                            | Лекс, Ник, Синка, Лотар Эйзентрегер, Алекс Андерс, Лиска | Форте-дей-Марми, Москва, Ростов, Санкт-Петербург, Гренландия, Румыния   | Паук, Лис, Леопард |
| 33      | Че Гевара. Кн. 2. Невесты Чиморте                               | К. Шаинян                        | 2012        | 1957, 1966, 1967, 2010                          | Юлия Гумилева-Морено, Сергей Тихонов, Макс Морено (Максим Моренков), Алекс Сорокин, Ильич Чакруна, Мария Цветкова (Бекеле), Андрей Цветков, Эрнесто Че Гевара                                        | Москва, Боливия, Конго                                                  | Броненосец |
| 34      | Наполеон. Кн. 1. Путь к славе                                   | И. Пронин                        | 2012        | 1795                                            | Наполеон Бонапарт, Александр Остужев, Карл Штольц, Мари, Антон Гаевский, Клод Дюпон, Иван Байсаков, Джинна Бочетти, Колиньи                                                                          | Франция, Италия                                                         | Пчела, Леопард, Лев, Пес, Кролик |
| 35      | Тамплиеры. Кн. 1. Рыцарь Феникса                                | Ю. Сазонов                       | 2012        | 1306—1307                                       | Томас Лермонт, Жерар де Вилье, Гуго де Безансон, Варфоломей-Саххар, Жак де Моле, Роберт Брюс | Тампль, Париж, Эрсилдун, Марсель, Палермо                               | Феникс, Лев, Орел, Цапля, Дельфин, Голубь |
| 36      | Тени. Кн. 1. Бестиарий                                          | И. Наумов                        | 2012        | 1999                                            | Ян Ван, Олаф Карлсон, Огюст, Илья Свиридов, Наталья Андреевна, Петер | Франкфурт-на-Майне, Музей волшебных фигур Гюнтера Фальца, Париж, Мюнхен | Опоссум, Свинья, Пес, Муравей, Пиявка, Бык, Кролик, Летучая мышь, Крот                                                                           |
| 37      | Зеркала. Кн. 1. Маскарад                                        | Д. Колодан                       | 2012        | 2009                                            | Томка Кошкина, Чарльз Уилмот Тинкет, доктор Коппелиус, Лаура | Венеция                                                                 | Голубь, Пёс, Лягушка, Жираф |
| 38      | Тираны. Кн. 1. Борджиа                                          | Ю. Остапенко                     | 2012        | 1488—1507                                       | Чезаре Борджиа, Родриго Борджиа, Лукреция Борджиа, Хуан Борджиа, Хоффре Борджиа, Ваноцца деи Каттанеи, Кьяра (Кассандра)                                                                             | Италия                                                                  | Бык, Паук, Ласточка |
| 39      | Охотники. Кн. 2. Авантюристы                                    | Л. Бортникова                    | 2012        | 1919—1920                                       | Генри Баркер, Артур Уинсли, Дарья | Чикаго, Константинополь, Крым, Москва                                   | Медведь, Бабочка, Дельфин, Морж, Орёл, Кролик, Таракан, Фенёк, Верблюд, Жужелица, Змея, Кот, Кролик, Лев, Медведь, Саламандра, Лягушка, Стрекоза |
| 40      | Цунами. Кн. 1. Сотрясатели земли                                | А. Лукьянов                      | 2012        | 1999                                            | Егор и Юся Кругловы, генерал Свиридов, Викторя Цыпуштанова | Россия, Урал, Микронезия, Понпеи, Израиль                               | Петух, Барсук, Мышь (Крот) |
| 41      | Сыщики. Кн. 1. Король воров                                     | М. Дубровин                      | 2012        | 1872, 1888                                      | Ричард Дрейтон (Пустельга), Эдуард Стил, Элизабет Лидгейт, Артур Уинсли-старший, Узник | Атлантика, Лондон                                                       | Сокол, Каракатица, Медуза, Мышь, Спрут, Олень, Саламандра, Медведь, Бык                                                                          |
| 42      | Эльдорадо. Кн. 1. Золото и кокаин                               | К. Бенедиктов                    | 2012        | 1515, 1995, 2065                                | Диего Гарсия де Алькорон, Денис Каронин | Испания, Москва, Венесуэла, Колумбия                                    | Дельфин, Лев, Бык |
| 43      | Франкенштейн. Кн. 1. Мертвая армия                              | А. Плеханов                      | 2012        | 2005, 1986                                      | Виктор Ларсен, Игнат Нефёдов | Норвегия, Петрозаводск, Афганистан, Клайпеда                            | Шелкопряд, Медведь, Павлин, Скарабей, Олень, Сова, Хорек                                                                                         |
| 44      | Западня. Кн. 1. Шельф                                           | К. Шаинян                        | 2012        | 1991                                            | Лиза Цветкова | Черноводск                                                              | Воробей, Медуза, Чайка |
| 45      | Тамплиеры. Кн. 2. След варана                                   | В. Болондаева                    | 2012        | 1099—1120, 1306—1314                            | Гуго де Пейен, Жак де Моле, Саххар-Варфоломей | Святые Земли, Париж                                                     | Варан, Орел, Богомол, Верблюд, Дельфин, Змея, Кот, Кролик, Лев, Морской конек, Пчела, Саламандра, Феникс, Черепаха, Ворон, Лягушка               |
| 46      | Наполеон. Кн. 2. Стать Богом                                    | И. Пронин                        | 2012        | 1778                                            | Наполеон Бонапарт, Александр Остужев, Мари, Антон Гаевский, Клод Дюпон, Иван Байсаков, Джинна Бочетти, Колиньи, Кристин Ван Дер Вельде                                                               | Франция, Египет, Россия                                                 | Лев, Носорог, Пчела, Саламандра, Леопард, Дельфин, Кот, Кролик                                                                                   |
| 47      | Цунами Кн. 2. Узел Милгрэма                                     | А. Лукьянов                      | 2012        | 2004                                            | Андрей Гумилёв, Виктория (Викса) Цыпуштанова, Кравец Барбара Теодоровна, Круглов Егор, Круглов Юся (Юра), Мезальянц Иван Иванович, Том Брайдер, Чен                                                  | Россия, Урал, Понпеи                                                    | Гидра, Петух, Барсук |
| 48      | Хакеры Кн. 3. Эндшпиль                                          | Ю. Бурносов                      | 2012        | 2007—2014                                       | Алекс, Андерс, Алина, Андрей Гумилёв, Бад, Лекс, Мария фон Белов, Мусорщик, Нестор-Нефёдов, Ник, Паша, Синка                                                                                         | Москва, Мексика                                                         | Лис, Паук, Скарабей, Гусеница |
| 49      | Маруся. Гумилёва (ремейк на Маруся. Кн. 1. Талисман бессмертия) | П. Волошина, Л. Бортникова       | 2013        | 2020                                            | Маруся Гумилёва, Нос, Алиса, Илья, Нестор, Степан Бунин, Андрей Гумилёв, Ева Гумилева, Чен | Москва, Зелёный город, Шанхай, Нюрнберг                                 | Саламандра, Змейка, Бабочка, Морской конёк, Скарабей, Ворон, Орёл, Богомол, Феникс                                                               |
| 50      | Бандиты. Кн. 1. Красные и белые                                 | А. Лукьянов                      | 2013        | 1915, 1919                                      | Чапаев, Петька, Николай Гумилёв, Богдан Перетрусов, Махно, Колчак | Россия                                                                  | Лев, Петух, Скорпион, Скунс |
| 51      | Пираты. Кн. 4. Охота на дельфина                                | И. Пронин                        | 2013        | 1650                                            | Кристин Ван Дер Вельде, Диего Алонсо |                                                                         | Дельфин, Рыба-парусник |
| 52      | Тираны. Кн. 3. Страх                                            | В. Чекунов                       | 2013        | 1570                                            | Иван Грозный, Малюта Скуратов, Генрих Штаден | Россия                                                                  | Волк, Медведь, Павлин |
| 53      | Сыщики. Кн. 2. Город Озо                                        | М. Дубровин                      | 2013        | 1889                                            | Ричард Дрейтон (Пустельга), Эдуард Стил, Элизабет Лидгейт, Узник, Александр Уинсли, Меркатор, Томба                                                                                                  | Лондон, Африка                                                          | Сокол, Каракатица, Морской конек, Слон |
| 54      | Ростов. Кн. 1. Лабиринт                                         | Л. Бортникова, А. Давыдова       | 2013        | 2012                                            | Макар Шорохов, Карина Ангурян, мэтр Барбаро | Ростов                                                                  | Черепаха |
| 55      | Бандиты. Кн. 2. Ликвидация                                      | А. Лукьянов                      | 2013        | 1920                                            | Богдан Перетрусов | Петроград, Лигово                                                       | Петух |
| 56      | Игра. Кн. 1. Змеиный остров                                     | К. Шаинян                        | 2013        | 2007                                            | Дмитрий Карпов | Камбоджа, остров Кох-Наг, МГУ, Москва                                   | Кальмар |
| 57      | Революция. Кн. 2. Начало                                        | А. Сальников                     | 2014        | 1916                                            | Александр Керенский | Петроград, Таврический дворец                                           | Орёл |
| 58      | Балканы. Кн. 1. Дракула                                         | Кирилл Бенедиктов, Юрий Бурносов | 2014        | 1444—1447                                       | Влад Дракула | Тырговиште, Валахия, Эдирне, Османская империя                          | Крыса, Пиявка |
| 59      | Тираны. Кн. 2. Императрица                                      | Вадим Чекунов                    | 2015        | 1852—1861                                       | Орхидея Ехэнара, Константин Чижиков (Котя), кот Шпунтик, Фёдор Сумкин, Генри Уинсли, Артур Уинсли, мистер Кинзи, лорд Филдинг, полковник Траутман                                                    | Пекин, Запретный город                                                  | Крокодил, Волк, Цилинь, Дракон, Тигр |

### Новеллы проекта
| № книги | Книга                                                   | Автор             | Дата выхода | Время действия | Основные персонажи | Место действия                            | Встречающиеся предметы |
| ------- | ------------------------------------------------------- | ----------------- | ----------- | -------------- | ------------------ | ----------------------------------------- | ---------------------- |
| 1       | Новелла по мотивам серии «Миллиардер». Змея и Мангуст   | Кирилл Бенедиктов | 2012        | 2010           | Агент Смит         | Вашингтон, Абботтабад, Пакистан           |                        |
| 2       | Новелла по мотивам серии «Тираны». Храм на костях       | Юлия Остапенко    | 2012        | 1502           | Доминико Танзини   | Рим, Контильяно                           | Скарабей               |
| 3       | Новелла по мотивам серии «Армагеддон». Игрок            | Ю. Бурносов       | 2012        | 2012           | Рик Манчини        | Лас-Вегас, Аризонская пустыня             | Скорпион               |
| 4       | Новелла по мотивам серии «Сыщики». Исповедь потрошителя | Максим Дубровин   | 2012        | 1888           | Бертран Морт       | Уайтчепел, Лондон, Доки Ламбета           | Медуза                 |
| 5       | Новелла по мотивам серии «Армагеддон». Лис пустыни      | Ю. Бурносов       | 2012        | 2012           | Карл Макриди       | Лас-Вегас                                 | Сверчок                |
| 6       | Новелла по мотивам серии «Маруся». Месть                | Полина Волошина   | 2012        | 2021           | Юки                | Токио, спортивная арена Ryogoku Kokugikan | Скат                   |

## Писатели проекта

### Этногенез-1[19]
- Дмитрий Колодан
- Константин Рыков
- Игорь Пронин
- Кирилл Бенедиктов
- Полина Волошина
- Александр Чубарьян
- Евгений Кульков (покинул проект)
- Елена Кондратьева (покинула проект)
- Игорь Алимов (покинул проект)
- Александр Зорич (покинул проект)
- Сергей Волков (покинул проект)
- Юрий Бурносов

### Этногенез-2
- Алексей Лукьянов (покинул проект)
- Дмитрий Колодан
- Иван Наумов (покинул проект)
- Игорь Пронин
- Карина Шаинян
- Кирилл Бенедиктов (покинул проект)
- Лариса Бортникова
- Максим Дубровин
- Шимун Врочек (покинул проект)
- Юлия Остапенко
- Юрий Сазонов
- Варвара Болондаева
- Андрей Плеханов (покинул проект)
- Вадим Чекунов
- Александра Давыдова
- Александра Мариненко